# Myonia projecta
Myonia projecta är en fjärilsart som beskrevs av W. Warren 1909. Myonia projecta ingår i släktet Myonia och familjen tandspinnare. Inga underarter finns listade i Catalogue of Life.